# 桜井のりお
桜井 のりお（さくらい のりお、1985年7月1日 - ）は、日本の女性漫画家。埼玉県上尾市出身。血液型はA型。

## 経歴
2002年に『ピノキ夫。』で『週刊少年ジャンプ（集英社）』の2002年5月期天下一漫画賞の最終候補に残る。2003年5月に『そーじの時間』で第58回赤塚賞佳作受賞。この作品は『週刊少年ジャンプ』2003年28号に代原として掲載され、デビュー作となる。巻末コメントでは「不平、不満、愚痴、どしどしお待ちしています。でも、なにぶん高校生なのでお手柔らかに。まあ読んで頂ければ、それでいいや」とコメントしている。
一方、2003年の同時期に『KIDNEY TROUBLE』で『週刊少年チャンピオン（秋田書店）』の第60回新人まんが賞特別奨励賞を受賞。この作品が『週刊少年チャンピオン』の看板ギャグ漫画家で自身が大ファンである浜岡賢次に激賞されたことから、『週刊少年チャンピオン』で執筆することを決意し、同年『こちら彼女、校門前。』でデビュー。この読切は読者アンケートで『元祖!浦安鉄筋家族』の新作読切を退け1位となり、直後の連載デビューのきっかけとなる。その後、『週刊少年チャンピオン』2003年44号から2005年15号まで『子供学級』を連載。
『みつどもえ』が『週刊少年チャンピオン』2006年15号から連載開始。テレビアニメの第1期が2010年、第2期が2011年に放送された。2011年20号から長期休載していたが、2012年35号から連載が再開。2012年39号まで連載したのち、『別冊少年チャンピオン』（秋田書店）に移籍し、2012年10月号から2017年9月号まで連載された。
『ロロッロ!』が短期集中連載を経て、『週刊少年チャンピオン』2017年45号から連載開始、2020年23号に連載終了。『僕の心のヤバイやつ』が『週刊少年チャンピオン』2018年15号から連載開始し、チャンピオンクロスの移籍を経て、2018年7月17日からマンガクロスにて連載中。

## 人物・作風
性格は、本人曰く「ど変態」。作中の下ネタに関して、本人は「思ったそのまんま描いてて、止められたらやめるってスタイルなんです。」「私はずっと挑み続ける！」と語っている。また、担当の編集者は「桜井先生の中にあるハチャメチャな面白さを引き出していただいてます。」と語っている。
『みつどもえ』や『ロロッロ!』では1話完結のギャグ漫画を連載していたが、『僕の心のヤバイやつ』ではストーリー漫画のラブコメディを連載している。また、『ロロッロ!』においても真面目に恋する展開がある。
『みつどもえ』連載時はアナログ環境で、1人で執筆していた。『ロロッロ!』の連載時からデジタル環境に移行し、アシスタントと執筆している。
アニメ『おねがいマイメロディ』『出ましたっ!パワパフガールズZ』の大ファンである。 
猫を飼っており、溺愛している。名前は「マムロン」。

## 作品リスト

### 連載
- 子供学級（『週刊少年チャンピオン』 2003年44号 - 2005年15号、全4巻）
- みつどもえ（『週刊少年チャンピオン』 2006年15号 - 2011年19号、2012年35号 - 39号、『別冊少年チャンピオン』 2012年10月号 - 2017年9月号、全19巻）
- ロロッロ!（『週刊少年チャンピオン』 2016年44号 - 2016年48号、2017年45号 - 2020年23号、全7巻）
- 僕の心のヤバイやつ（『週刊少年チャンピオン』 2018年15号 - 2018年18号 → 『チャンピオンクロス』2018年4月10日 - 2018年7月3日、『マンガクロス』2018年7月17日 - 連載中、既刊12巻）

### 読切
- そーじの時間（『週刊少年ジャンプ』2003年No.28（6月23日号））
- こちら彼女、校門前。（『週刊少年チャンピオン』増刊・元祖！浦安鉄筋家族傑作選、2003年8月）
- こちら彼女、机の下。（『週刊少年チャンピオン』2005年9月25日増刊号・元祖！浦安鉄筋家族増刊プラス1、2005年8月16日発売）
- 半開きさん（『月刊少年チャンピオン』2015年2月号）
- ギャルサーの姫（『月刊少年チャンピオン』2015年9月号）
- ギャルサーの姫と秘密の答案（『月刊少年チャンピオン』2016年2月号）
- 猫と女児の私（『月刊モーニングtwo』2017年4月号）
- 委員ちょうの事じょう（『月刊モーニングtwo』2017年7月号）
- 知らない幼なじみ（『別冊少年チャンピオン』2022年7月号付属小冊子[20]）

### アンソロジー
- 『イジらないで、長瀞さん』7巻特装版小冊子（2020年3月9日発売） - 漫画
- 『宇崎ちゃんは遊びたい!』5巻特装版小冊子（2020年7月9日発売） - イラスト
- 『彼女、お借りします 公式アンソロジーコミック』（2020年8月17日発売） - 漫画
- 『おおきい後輩は好きですか?』2巻フェア特典小冊子（2020年11月9日発売） - イラスト
- アメリの胸キュン大作戦（『魔入りました!入間くん 公式アンソロジー 放課後の!入間くん』、2021年6月8日発売） - 漫画
- 小林さんとスケスケめがね（『小林さんちのメイドラゴン 公式アンソロジー All Stars!』、2021年8月11日発売） - 漫画
- 『見える子ちゃん 公式アンソロジーコミック』（2021年11月22日発売） - イラスト

### その他
- 『おおきい後輩は好きですか?』1巻帯イラスト（2020年4月9日発売）
- 『今まで一度も女扱いされたことがない女騎士を女扱いする漫画』5巻帯イラスト（2020年4月9日発売）
- 『マウントセレブ金田さん』1巻帯イラスト（2021年8月6日発売）
- 映画『孤狼の血 LEVEL2』イラスト（2021年8月[21]）
- 『薔薇王の葬列』イラスト（『月刊プリンセス』2021年11月号）
- 『浦安鉄筋家族』シリーズ30周年記念お祝いイラスト（『週刊少年チャンピオン』2023年10号[22]）